# Jannela Blonbou
Jannela Blonbou (født 4. oktober 1998 i Nice) er en fransk håndboldspiller, som spiller for OGC Nice Côte d'Azur Handball og Frankrogs håndboldlandshold.